# Cláudia Pastor
Cláudia Maria Pastor -más conocida como Cláudia Pastor- (Barão de Corais, 15 de julio de 1971) es una exjugadora brasileña de baloncesto que ocupaba la posición de pívot.
Fue parte de la Selección femenina de baloncesto de Brasil con la que alcanzó la medalla de plata en los Juegos Olímpicos de Atlanta 1996. En el ámbito no olímpico, junto al seleccionado brasileño fue campeona del Campeonato Sudamericano de Baloncesto adulto realizado de Brasil en 1995.